# Offerman
Offerman – miasto w Stanach Zjednoczonych, w stanie Georgia, w hrabstwie Pierce.